# Boby na Zimních olympijských hrách 1976
Boby na olympiádě v Innsbrucku.

## Medailové pořadí zemí
| Pořadí | Země                                 | Zlato | Stříbro | Bronz | Celkově |
| ------ | ------------------------------------ | ----- | ------- | ----- | ------- |
| 1.     | Německá demokratická republika (GDR) | 2     | 0       | 0     | 2       |
| 2.     | Západní Německo (FRG)                | 0     | 1       | 1     | 2       |
| 2.     | Švýcarsko (SUI)                      | 0     | 1       | 1     | 2       |
|        | Celkem                               | 2     | 2       | 2     | 6       |

## Medailisté

### Muži
| Disciplína | Zlato | Výkon   | Stříbro                                                                                       | Výkon   | Bronz                                                                                            | Výkon   |
| ---------- | --- | ------- | --------------------------------------------------------------------------------------------- | ------- | ------------------------------------------------------------------------------------------------ | ------- |
| dvojbob    | Německá demokratická republika (GDR) · Meinhard Nehmer · Bernhard Germeshausen                                    | 3:44,42 | Západní Německo (FRG) · Wolfgang Zimmerer · Manfred Schumann                                  | 3:44,99 | Švýcarsko (SUI) · Erich Schärer · Josef Benz                                                     | 3:45,70 |
| čtyřbob    | Německá demokratická republika (GDR) · Meinhard Nehmer · Jochen Babock · Bernhard Germeshausen · Bernhard Lehmann | 3:40,43 | Švýcarsko (SUI) · Alexandre Zoubkov · Erich Schärer · Ulrich Bächli · Rudolf Marti Josef Benz | 3:40,89 | Západní Německo (FRG) · Wolfgang Zimmerer · Peter Utzschneider · Bodo Bittner · Manfred Schumann | 3:41,37 |